# Holjapyx madidus
Holjapyx madidus är en urinsektsart som beskrevs av Smith 1959. Holjapyx madidus ingår i släktet Holjapyx och familjen Japygidae. Inga underarter finns listade i Catalogue of Life.